# Geldersekade (Rotterdam)
De Geldersekade is een straat in de Nederlandse stad Rotterdam en loopt van de Blaak naar de Jan Kuitenbrug en de Maasboulevard. De straat is ongeveer 200 meter lang. Zijstraten van de Geldersekade zijn de Wijnhaven en het Gelderseplein. Naast de Geldersekade ligt de Oude Haven.

## Geschiedenis
Op de hoek van de Wijnkade 3 en de Geldersekade 1 bevindt zich het "Witte Huis", ontworpen door architect Willem Molenbroek. Dit gebouw werd oorspronkelijk tussen 1897 en 1898 aan de Wijnkade gebouwd. Doordat tijdens het heien voor het Witte Huis het pand op de hoek van de Wijnkade en de Geldersekade instortte, is de vrijgekomen grond bij het "Witte Huis" getrokken; het grondoppervlak van het pand werd daardoor vervolgens 20  bij 20 in plaats 15 bij 20 meter. In Europa was het Witte Huis met zijn elf verdiepingen en 45 meter hoogte de eerste wolkenkrabber die gebouwd werd.

## Fotogalerij

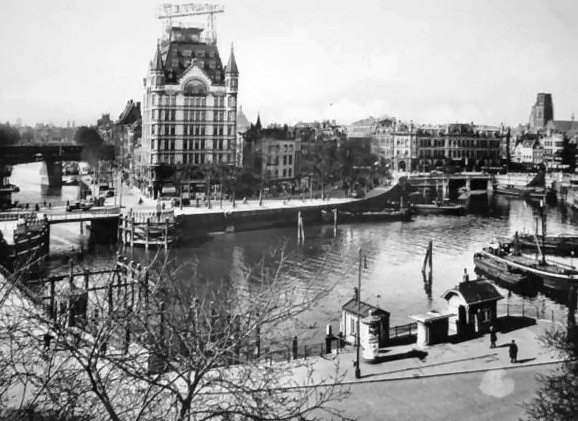
Oude Haven met daaraan het Witte Huis (1935)
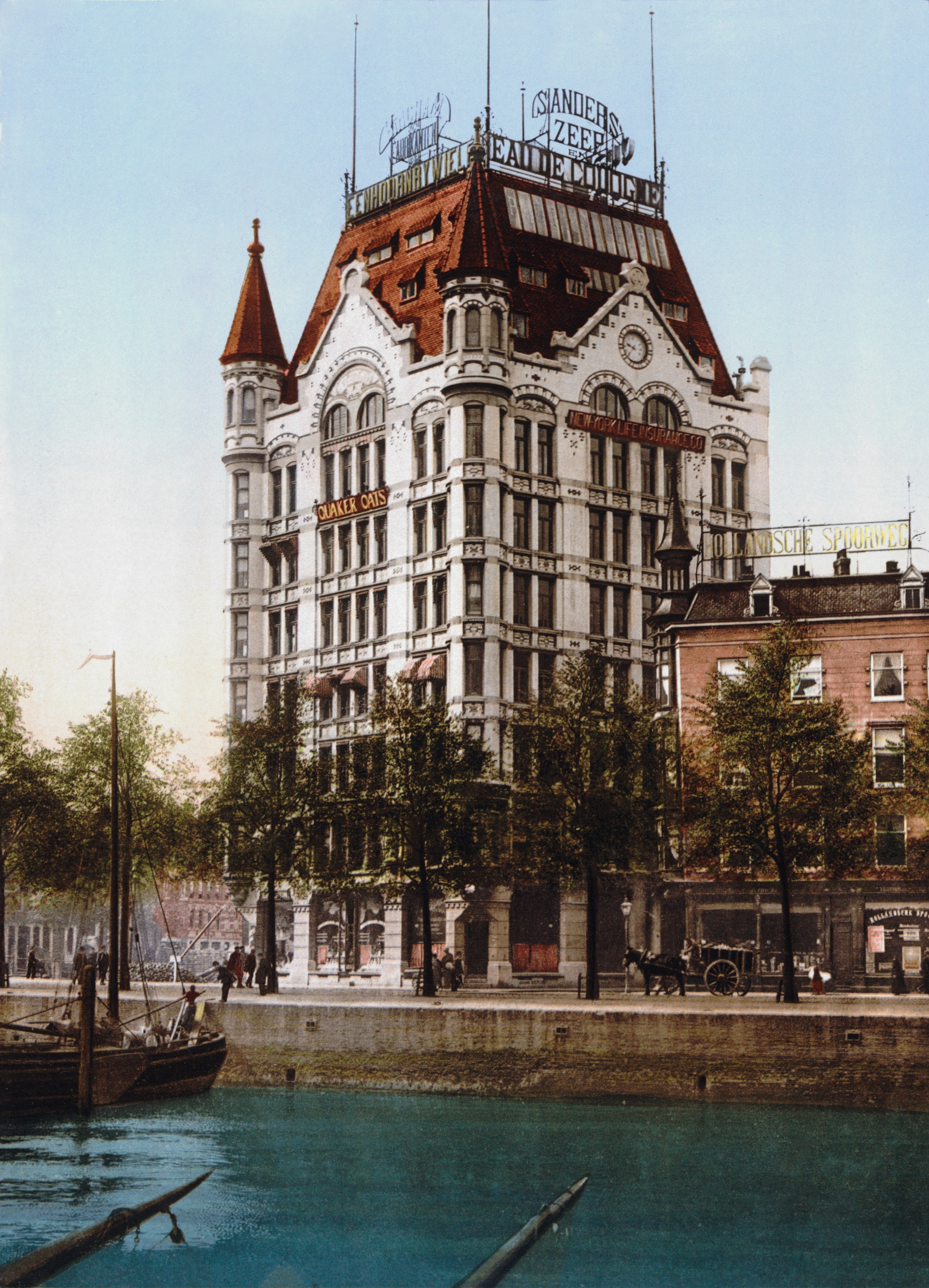
Het Witte Huis aan de Geldersekade 1

Admiraal de Ruyterweg ·
Admiraliteitskade ·
Aert van Nesstraat ·
Baan ·
Batavierenstraat ·
Beukelsdijk ·
Beursplein ·
Beurstraverse ·
Binnenweg ·
Binnenwegplein ·
Binnenrotte ·
Blaak ·
Boezemweg ·
Boompjes ·
Bosland ·
Botersloot ·
Burgemeester van Walsumweg ·
Churchillplein ·
Coolsingel ·
Coolvest ·
Eendrachtsplein ·
Eendrachtsweg ·
Geldersekade ·
Goudsesingel ·
's-Gravendijkwal ·
Haagseveer ·
Henegouwerlaan ·
Hofdijk ·
Hofplein ·
Hoogstraat ·
Jonker Fransstraat ·
Karel Doormanstraat ·
Kipstraat ·
Kolk ·
Koningin Emmaplein ·
Korte Hoogstraat ·
Kruiskade ·
Kruisplein ·
Leuvehoofd ·
Lijnbaan ·
Lombardkade ·
Maasboulevard ·
Mariniersweg ·
Mathenesserlaan ·
Mauritsweg ·
Meent ·
Museumpark ·
Oostmolenwerf ·
Oostplein ·
Oude Binnenweg ·
Parkkade ·
Parklaan ·
Pim Fortuynplaats ·
Plein 1940 ·
Pompenburg ·
Rochussenstraat ·
Saftlevenstraat ·
Schiedamsedijk ·
Schiedamse Vest ·
Schouwburgplein ·
Spaansekade ·
Stadhuisplein ·
Stationsplein ·
Stroveer ·
Van Oldenbarneveltstraat ·
Vasteland ·
Veerkade ·
Weena ·
Westblaak ·
Westerkade ·
West-Kruiskade ·
Westersingel ·
Westplein ·
Willemskade ·
Willemsplein ·
Witte de Withstraat